# Trofeo Vallehermoso
El trofeo Vallehermoso se inauguró en 1968 y enfrentaba a equipos de Madrid (España) los cuales se hacía un grupo con 4 equipos y se jugaba un todos contra todos.
El vencedor del grupo y el segundo se enfrentaban en la final a un partido y el vencedor se llevaba el torneo.
El torneo dejó de celebrarse en 1976.

## Palmarés del torneo
| Año  | Campeón             | Resultado      | Subcampeón          | Tercero               | Resultado | Cuarto                |
| ---- | ------------------- | -------------- | ------------------- | --------------------- | --------- | --------------------- |
| 1968 | Rayo Vallecano      | Liga 4 equipos | CD Colonia Moscardó | CD Colonia Moscardó   | -         | RCD Carabanchel       |
| 1969 | Rayo Vallecano      | Liga 4 equipos | Atlético Madrileño  | CD Colonia Moscardó   | -         | RCD Carabanchel       |
| 1970 | Rayo Vallecano      | Liga 4 equipos | CD Colonia Moscardó | CD Colonia Moscardó   | -         | RCD Carabanchel       |
| 1971 | CD Colonia Moscardó | Liga 4 equipos | Atlético Madrileño  | Club Getafe Deportivo | -         | SR Boetticher         |
| 1972 | AD Torrejón         | Liga 4 equipos | Rayo Vallecano      | CD Colonia Moscardó   | -         | Club Getafe Deportivo |
| 1973 | Rayo Vallecano      | Liga 4 equipos | CD Pegaso           | AD Torrejón           | -         | CD Colonia Moscardó   |
| 1974 | Castilla C. F.      | Liga 4 equipos | Rayo Vallecano      | Rayo Vallecano        | -         | RCD Carabanchel       |
| 1975 | Castilla C. F.      | Liga 4 equipos | CD Colonia Moscardó | Rayo Vallecano        | -         | Club Getafe Deportivo |
| 1976 | CD Pegaso           | 1-1 (pen)      | Castilla C. F.      | CD Colonia Moscardó   | 1-0       | RCD Carabanchel       |

## Campeones
| Rayo Vallecano      | 4 trofeos | 1968, 1969, 1970 y 1973 |
| Castilla CF         | 2 trofeos | 1974 y 1975             |
| CD Colonia Moscardó | 1 trofeo  | 1971                    |
| AD Torrejón         | 1 trofeo  | 1972                    |
| CD Pegaso           | 1 trofeo  | 1976                    |